# USS America (CV-66)
USS America (CV-66) bio je američki nosač zrakoplova u sastavu Američke ratne mornarice i jedan od nosača klase Kitty Hawk. Bio je peti brod u službi Američke ratne mornarice koji nosi ime America i zadnji američki nosač koji ne nosi ime po nekoj povjesnoj osobi. Služio je od 1965. do 1996. godine.
Povučen je iz službe 1996. godine, a 14. svibnja 2005. je potopljen kao meta.

### Zajednički poslužitelj
|  | Zajednički poslužitelj ima stranicu o temi USS America (CV-66)    |
|  | Zajednički poslužitelj ima još gradiva o temi USS America (CV-66) |